# Neesioscyphus
Neesioscyphus es un género de musgos hepáticas de la familia Balantiopsaceae. Comprende 14 especies descritas y de estas, solo 5 aceptadas.

## Taxonomía
El género fue descrito por (Steph.) Grolle  y publicado en Revue Bryologique et Lichénologique 34: 185. 1966.  La especie tipo es: Neesioscyphus allionii (Stephani) Grolle

## Especies aceptadas
A continuación se brinda un listado de las especies del género Neesioscyphus aceptadas hasta diciembre de 2014, ordenadas alfabéticamente. Para cada una se indica el nombre binomial seguido del autor, abreviado según las convenciones y usos.	
- Neesioscyphus allionii (Stephani) Grolle
- Neesioscyphus argillaceus (Nees) Grolle
- Neesioscyphus bicuspidatus (Stephani) Grolle
- Neesioscyphus carneus (Nees) Grolle
- Neesioscyphus homophyllus (Nees) Grolle